# Метін Акдюльгер
Метін Акдюльгер (тур. Metin Akdülger, народ. 10 квітня 1988, Бурса, Туреччина) — турецький актор театру, кіно та телебачення.
Українському глядачу відомий роллю султана Мурада IV, якого він зіграв у серіалі «Величне століття. Нова володарка».

## Біографія
Метін народився 10 квітня 1988 року в Бурсі у сім'ї грецьких емігрантів із  Салоніків. Після успішного завершення навчання у середній школі вступив до університету Коч. Його спеціалізацією стали міжнародні відносини. Під час навчання в університеті захоплювався футболом. Пізніше зацікавився роботою у студентському театрі. Проходив навчання на театральних курсах.

## Кар'єра
Його театральними роботами є: "Дурний Ромео", "Машенька", "Касета" та інші. Найбільшої популярності актору принесла його роль султана Мурада IV в серіалі «Величне століття. Нова володарка».

## Особисте життя
Актор приховує особисте життя. В своїх інтерв'ю неодноразово заявляв про свою самотність, але наголошував на тому, що у нього є хороша подруга. 
 Займається боксом та любить кататись на лижах. Також захоплюється кайтсерфінгом і плаванням. Володіє досконало англійською мовою.

## Фільмографія
| Рік       |   | Українська назва                 | Оригінальна назва     | Роль               |
| --------- | - | -------------------------------- | --------------------- | ------------------ |
| 2011      | ф | -                                | Kahraman              | -                  |
| 2013—2015 | с | Приплив                          | Medcezir              | Оркун Дживаноглу   |
| 2014      | ф | Без мене                         | Bensiz                | Неджип             |
| 2015      | с | Мами і матері                    | Analar ve Anneler     | Тахсин Тухраджі    |
| 2015      | ф | Банк розбитих сердець            | Kırık Kalpler Bankası | Турхан             |
| 2016      | ф | Сумнів                           | Tereddüt              | Неджип             |
| 2016      | с | Величне століття. Нова володарка | Muhteşem Yüzyıl Kösem | Мурад IV           |
| 2018      | с | Особистість                      | Şahsiyet (dizi)       | Атеш Арбай         |
| 2018      | ф | Моя улюблена тканина             | Mon tissu préféré     | Чоловік мрії       |
| 2019      | с | Дар                              | Atiye                 | Озан Йилмаз        |
| 2020      | ф | Квиток в інше завтра             | Yarına Tek Bilet      | Алі                |
| 2021      | с | Клуб                             | Kulüp                 | Орхан Шахін (Ніко) |
| 2022      | с | Між світом і мною                | Dünyayla Benim Aramda | Кенан              |
| 2023      | с | Запах скрині                     | Sandık Kokusu         | Атілла Саран       |

## Театральні ролі
- 2010: «Дурний Ромео»
- 2011: «Оливковий час»
- 2012: «Касета»
- 2014: «Машенька»